# Patrick Picot
Patrick Picot (Saint-Mandé, 22 de septiembre de 1951) es un deportista francés que compitió en esgrima, especialista en la modalidad de espada. Participó en los Juegos Olímpicos de Moscú 1980, obteniendo una medalla de oro en la prueba por equipos.

## Palmarés internacional
| Juegos Olímpicos | Juegos Olímpicos | Juegos Olímpicos | Juegos Olímpicos   |
| Año              | Lugar            | Medalla          | Prueba             |
| ---------------- | ---------------- | ---------------- | ------------------ |
| 1980             | Moscú (URSS)     | Medalla de oro   | Espada por equipos |